# Т'яллеберд
Т'яллеберд (нід. Tjalleberd) — село в нідерландській провінції Фрисландія. Входить до муніципалітету Геренвен.
Його площа становить 9,30км², а населення станом на 2021 рік складало 840 осіб.
Перша згадка про населений пункт датується 1315 роком.

## Галерея

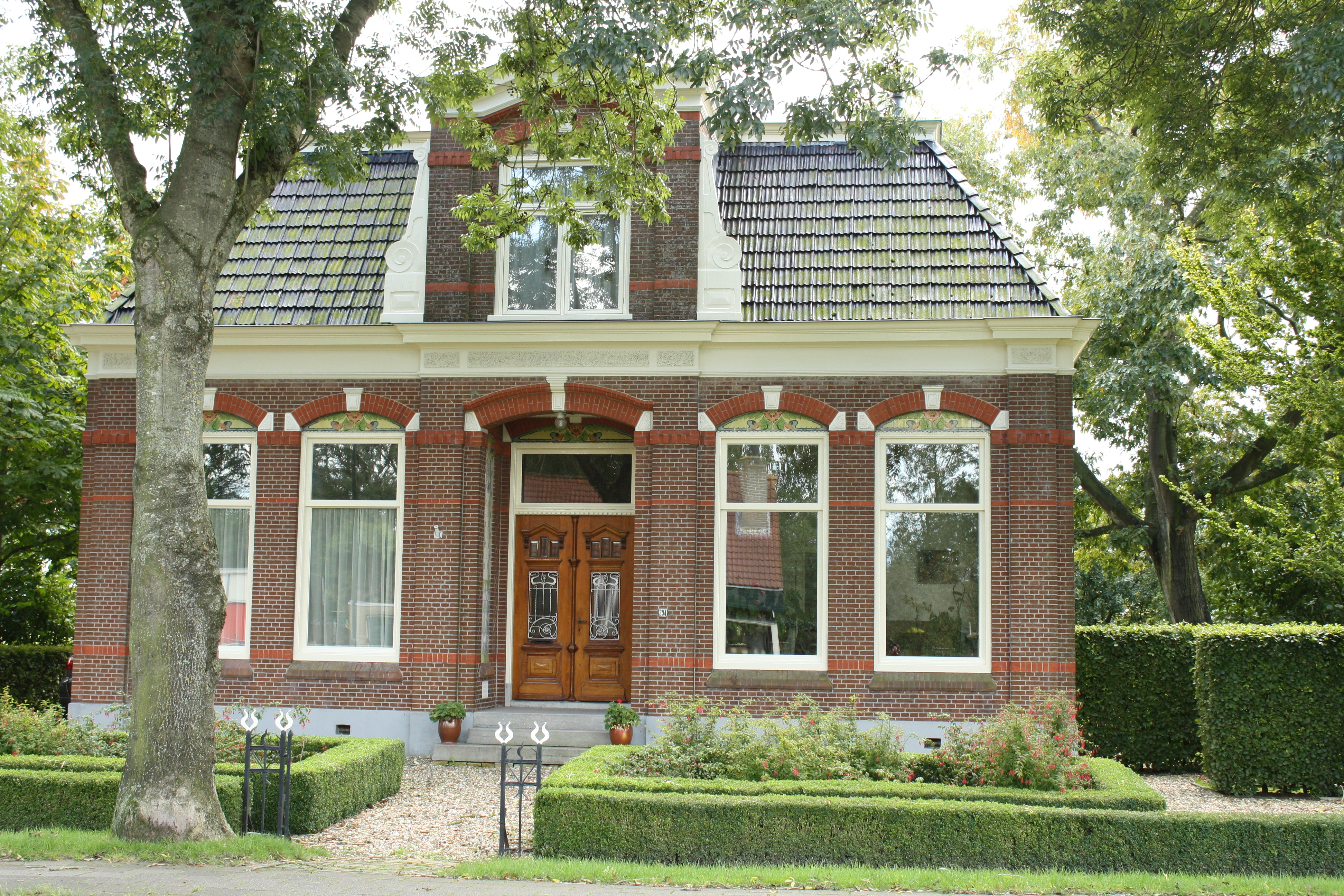
Ферма у Т'яллеберді
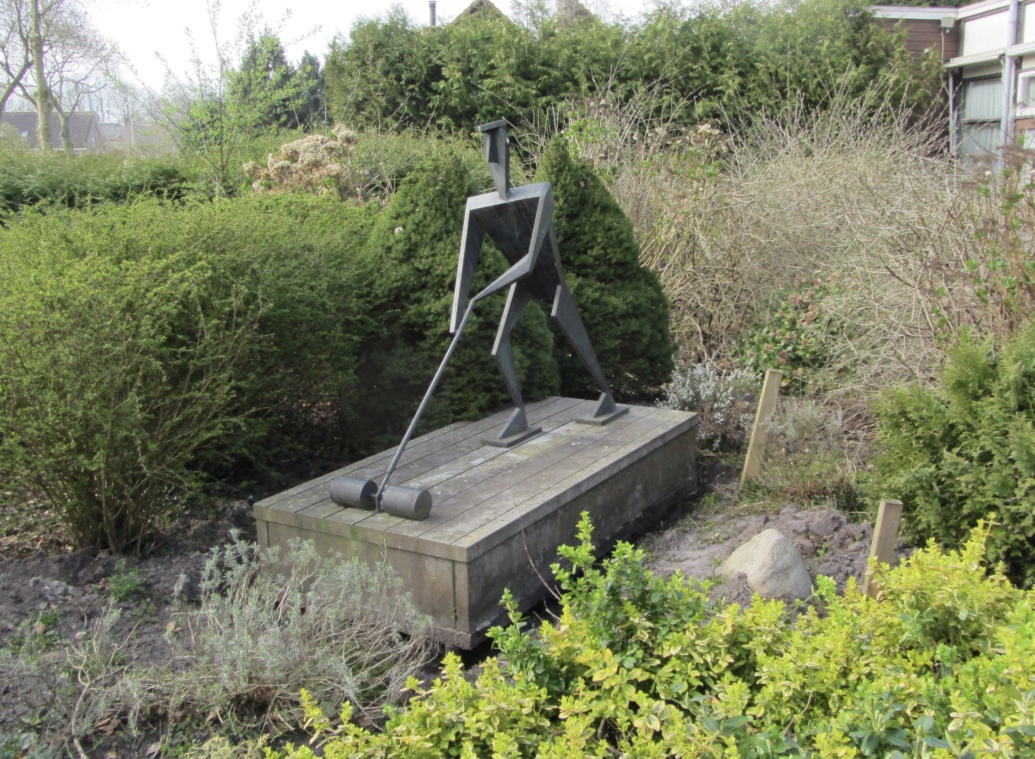
Статуя видобувача торфу